# Stactobia malickyi
Stactobia malickyi är en nattsländeart som beskrevs av Wolfram Mey 1981. Stactobia malickyi ingår i släktet Stactobia och familjen smånattsländor. Inga underarter finns listade i Catalogue of Life.